# Rinorea bahiensis
Rinorea bahiensis är en violväxtart som först beskrevs av Moricand, och fick sitt nu gällande namn av Carl Ernst Otto Kuntze. Rinorea bahiensis ingår i släktet Rinorea och familjen violväxter. Inga underarter finns listade i Catalogue of Life.